# Guerra bizantino-veneciana (1296-1302)
La Guerra bizantina-veneciana de 1296-1302 fue una ramificación de la segunda guerra veneciano-genovesa de 1294-1299.
En julio de 1296, durante el curso de una campaña veneciana contra varias posesiones genovesas en el Mediterráneo y el Mar Negro, el almirante Veneciano Ruggiero Morosini Malabranca capturó y quemó la colonia genovesa de Gálata, en el Cuerno de Oro desde la capital bizantina, Constantinopla, y luego trató de atacar a esta última, así, a pesar de la tregua bizantino-veneciana de 1285. En represalia, el emperador bizantino Andrónico II Paleólogo arrestó a los residentes venecianos de su capital, que luego fueron masacrados por los genoveses sobrevivientes.
La guerra entre Venecia y los bizantinos no comenzó, sin embargo, hasta después de la Batalla de Curzola y el fin de la guerra con Génova en el año 1299 con el Tratado de Milán, que dejó a Venecia libre para seguir su guerra contra los griegos. La flota veneciana, reforzada por corsarios, comenzó a capturar varias islas bizantinas en el mar Egeo, muchas de los cuales sólo habían sido conquistados por los bizantinos de los señores latinos unos veinte años antes.
A partir de abril de 1301, los embajadores bizantinos fueron enviados a Venecia para negociar una paz, pero sin éxito. En julio de 1302, una flota veneciana llegó ante la propia Constantinopla, llevando a cabo una demostración de fuerza: ante los ojos de los habitantes de la capital bizantina, el almirante Belletto Giustinian torturó a la población de la isla de Prinkipos, incluidos los refugiados de Asia Menor que habían huido del avance turco allí. Esto indujo al gobierno bizantino a proponer un tratado de paz, firmado el 4 de octubre de 1302. De acuerdo con sus términos, los venecianos devolvieron la mayor parte de sus conquistas, pero las islas de Kea , Santorini , Serifos y Amorgos, fueron retenidas por los corsarios que los habían capturado
- Datos: Q3778732